# Oncocercose
A oncocercose, também conhecida como "cegueira dos rios" ou "mal do garimpeiro", é uma doença causada por infecção pelo verme parasita Onchocerca volvulus. Sintomas incluem coceira, caroços sob a pele e cegueira. Ela é a segunda causa mais comum de cegueira devido a uma infecção, depois da tracoma.
O verme parasita é transmitido pela picada da mosca preta do tipo Simulium. Geralmente, são necessárias muitas mordidas antes que da infecção ocorrer. Estas moscas vivem perto de rios, daí o nome comum da doença. Uma vez dentro de uma pessoa, os vermes criam larvas que fazem o seu caminho para fora da pele, onde podem infectar a próxima mosca preta que pica a pessoa. Existem diversas  maneiras de se fazer o diagnóstico, incluindo: a colocação de uma biópsia de pele em solução salina normal e assistir a larva para sair, olhar no olho para larvas de peixes, e olhando dentro dos caroços sob a pele para vermes adultos.
Não existe vacina contra a doença. A prevenção é evitar ser mordido por moscas. Isto pode incluir o uso de repelente de insetos e vestuário apropriado. Outros esforços incluem aqueles para diminuição da população de moscas pela pulverização de inseticidas. Os esforços para erradicar a doença através do tratamento de grupos inteiros de pessoas, duas vezes por ano, estão em andamento em diversas áreas do mundo. O tratamento dos infectados é com o medicamento Ivermectina a cada seis a doze meses. Este tratamento mata as larvas, mas não os vermes adultos. O antibiótico doxiciclina enfraquece os vermes ao matar um associado bactéria chamada Wolbachia, e também é recomendado. Os nódulos sob a pele também pode ser removido por cirurgia.
Cerca de 15,5 milhões de pessoas são infectadas com cegueira do rio. Cerca de 0,8 milhões tem alguma perda de visão a partir da infecção. A maioria das infecções ocorrem na África Subsaariana, embora os casos também foram relatados no Iêmen e áreas isoladas da Central e América do Sul. Em 1915, o médico Rodolfo Robles foi o primeiro a ligar o verme a doença ocular. Está classificada pela Organização Mundial de Saúde como doenças tropicais negligenciadas.

## Ciclo de Vida
As formas adultas parasitam o ser humano, alojando-se em nódulos no tecido conjuntivo, por baixo da pele ou no tecido adiposo formando o oncocercoma. No local eles se reproduzem sexuadamente e durante até quinze anos gerando inúmeras larvas minúsculas ou microfilárias, quase invisíveis a olho nu. Estas disseminam-se aparecendo por todo o corpo: por baixo da pele, dentro dos olhos, na linfa, urina, saliva e liquído céfalo-raquidiano. Algumas surgem no sangue. Algumas maturam-se dentro do corpo em novas localizações produzindo novos nódulos, mas a maioria acaba por morrer devido à ação do sistema imunológico. Contudo a sua produção continua significa que os parasitas existem de forma continua. Quando o borrachudo pica(contém coagulante,e vasodilatadores) os hospedeiros, causam microlesões na pele, devido a temperatura da pele faz com que haja o rompimento da probóscide(musculo do aparelho picador do inseto que contém as microfilárias) e as microfilárias entram em contato com o corpo devido as microlesões causadas pelo inseto. Aí elas maturam-se em formas infecciosas e são injetadas na corrente sanguínea de outra pessoa picada pelo mosquito. As formas adultas então alojam-se nos tecidos do novo hospedeiro e produzem mais microfiliárias.

## Epidemiologia
Há 18 milhões de infectados no mundo e 99% localizam-se na África. Existe nos países tropicais da África, na península da Arábia, e em menor dimensão na América de clima tropical incluindo muito do território brasileiro.
O principal vetor é a espécie de moscas Simulium damnosum, que se reproduzem principalmente em rios, pois as suas pupas agüentam as águas móveis. Por esse motivo a doença é também conhecida como cegueira dos rios. Só afeta o ser humano. Nas áreas endêmicas da África antes dos programas de contenção, a infecção repetida levava a que mais de 50% dos homens ficarem cegos antes dos 50 anos, e as crianças eram educadas a considerar esse resultado como o seu futuro normal de todo o mundo.
No Brasil, afetava apenas os Yanomami nos estados do Amazonas e Roraima, na fronteira da Venezuela. Não houve diagnóstico de novos casos de cegueira entre 2000 e 2012.

## Progressão e Sintomas
Após cerca de um ano da infecção, surgem os sintomas relativos à reação contra as formas adultas. O seu alojamento debaixo da pele leva à sua encaspulação reativa do organismo, gerando nódulos palpáveis, com cerca de alguns centímetros de diâmetro, mais facilmente detectados contra ossos superficiais, como a crista ilíaca (zona da bacia), escalpe ou costelas. Não há usualmente outros sintomas excepto o possível efeito inestético de alguns nódulos.
O inicio da produção das microfilárias leva ao surgimento de sintomas mais graves. A reação por vezes eficaz do sistema imunológico à sua disseminação pelo sangue e linfa leva ao surgimento de prurido e exantemas (vermelhidão) cutâneas, com perda de elasticidade da pele e surgimento de pápulos, zonas despigmentadas e adenopatias (inchaço dos gânglios linfáticos), além de febre. Se as filárias migrarem para o olho (o que mais tarde ou mais cedo acontece), aí causam reações de cicatrização(fibrose) e acumulação de complexos de anticorpos, que levam primeiro à conjuntivite com fotofobia (sensibilidade exagerada à luz) e eventualmente à perda de visão e finalmente cegueira absoluta, freqüentemente em ambos os olhos. Mas raramente pode ocorrer elefantíase (inchaço extremo) do escroto e membros inferiores se houver nódulos que obstruam os canais linfáticos provenientes dessa região.

## Diagnóstico
Os nódulos de parasitas adultos são identificados por técnicas de imagiologia (Tomografia computadorizada ou ecografia) ou por análise microscópica de amostra de biópsia. As microfilárias são detectadas em biópsias da pele, assim como freqüentemente vistas diretamente pela observação do fundo do olho com um oftalmoscópio. Existe ainda uma técnica de detecção do DNA do parasita por PCR.

## Tratamento
O tratamento é feito com ivermectina contra as microfilárias, porém é pouco eficaz contra o verme adulto. Utiliza-se remoção cirúrgica dos nódulos dos adultos. As microfilárias eram antigamente tratadas com Antiparasitários, que ainda são usados na prevenção em zonas endêmicas. Contudo a descoberta de que as microfilárias são dependentes de bactérias rickettsias endossimbiontes existentes dentro dos seus corpos, levou ao desenvolvimento da terapia com o antibiótico doxiciclina, que é hoje preferível pelos seus menores efeitos secundários.

## Prevenção
O uso de roupas que cobrem a maior parte da pele é aconselhado, assim como repelentes de insetos e redes. Contudo a erradicação dos mosquitos com inseticidas é a única medida a longo prazo, e tem sido praticada em programas da OMS em locais endêmicos, assim como a administração em massa de fármacos antiparasíticos às populações, com bons resultados. Até há alguns anos, os governos tentavam aconselhar as pessoas a terem cuidado com os mosquitos do rio, mas essa campanha levou muitos a abandonar as terras férteis irrigadas e procurar outras menos produtivas onde muitas vezes passavam fome.